# José Félix Quirós
José Félix Quirós (1811, San Miguel, Salvador - 1883, San Miguel) est un homme politique salvadorien. Il est président du Salvador du 3 au 7 février 1848 et du 1er mars au 3 mai 1851. 
Il est vice-président de Doroteo Vasconcelos de février 1848 à avril 1851 et vice-président de Gerardo Barrios de février 1860 à octobre 1863. 